# 506 هـ
506 هـ هي سنة في التقويم الهجري امتدت مقابلةً في التقويم الميلادي بين سنتي 1112 و1113.

## مواليد
- أبو سعد السمعاني
- أبو القاسم هبة الله البوصيري